# عضلة درقية لسان مزمارية
العضلة الدرقية اللسان مزمارية (بالإنجليزية: Thyroepiglottic muscle)‏.  يمتد عدد كبير من ألياف العضلة الدرقية الطرجهالية (بالإنجليزية: Thyroarytenoid muscle)‏ ويصل إلى الطيات الطرجهالية اللسان مزمارية حيث ينتهي بعضها، بينما يستمر البعض الآخر من تلك الألياف ويصل إلى حافة لسان المزمار. تُوصف تلك الألياف أحيانًا بأنها عضلة منفصلة، وتم تسميتها باسم مميز هو: العضلة الدرقية اللسان مزمارية (بالإنجليزية: thyroepiglotticus)‏ أو (بالإنجليزية: Thyroepiglottic muscle)‏.

## الوظيفة
وظيفة العضلة الدرقية اللسان مزمارية هو توسيع مدخل الحنجرة. 

## روابط خارجية
- https://archive.today/20121212034835/http://accweb.itr.maryville.edu/myu/Bio301Summer/301on9.html